# Wilhelm Wiedfeld
Wilhelm Wiedfeld (* 1893; † 1970) war ein deutscher Publizist und Journalist.

## Werdegang
Wiedfeld war bis zu ihrem Verbot 1933 Chefredakteur der Berliner Tageszeitung Der Deutsche. 1946 gründete er in Ansbach die Fränkische Landeszeitung und war deren Chefredakteur.

## Ehrungen
- 1958: Verdienstkreuz 1. Klasse der Bundesrepublik Deutschland